# سید ابوالحسن فیروزآبادی
سید ابوالحسن فیروزآبادی (زادهٔ ۱۳۴۰ در نجف عراق) سیاستمدار ایرانی و دبیر شورای عالی فضای مجازی و رئیس مرکز ملی فضای مجازی ایران از سال ۱۳۹۴ تا ۱۴۰۱ بوده‌است. وزارت خزانه‌داری آمریکا در ۹ خرداد ۱۳۹۷ وی را در فهرست تحریم‌های آمریکا قرار داد.

## زندگی سیاسی و قضایی
فیروزآبادی در اولین جلسه دوره دوم شورای عالی فضای مجازی به پیشنهاد حسن روحانی رئیس‌جمهور و رئیس شورا و با رأی اکثریت اعضای شورا به عنوان دبیر شورای عالی فضای مجازی و رئیس مرکز ملی فضای مجازی انتخاب شد.
او یکی از گزینه‌های تصدی‌گری در وزارت ارتباطات در دولت یازدهم بود که به این مقام نرسید.
فیروزآبادی دارای مدرک کارشناسی و کارشناسی ارشد در رشته مهندسی برق با گرایش مخابرات از دانشگاه علم و صنعت بوده و دکترای خود را در رشته مدیریت استراتژیک از دانشگاه عالی دفاع ملی اخذ کرد.

## تحریم ایالات متحده آمریکا
در ۹ خرداد ۱۳۹۷، وزارت خزانه‌داری ایالات متحده آمریکا ابوالحسن فیروزآبادی را به دلیل نقض حقوق بشر از طریق مشارکت در سانسور اینترنت مورد تحریم قرار داد بر پایه این تحریم از ورود ابوالحسن فیروزآبادی به ایالات متحده آمریکا جلوگیری و دارایی‌های وی نیز در این کشور توقیف می‌شود. هم‌چنین شهروندان ایالات متحده، حق انجام هرگونه معامله‌ای را با او نخواهند داشت.
طبق بیانیه وزارت خزانه‌داری ایالات متحده آمریکا ابوالحسن فیروزآبادی به عنوان دبیر شورای عالی فضای مجازی، ریاست عالی‌ترین نهاد سیاستگذار در مورد اینترنت را برعهده دارد و بر تلاش‌های حکومت در جهت سانسور نظارت می‌کند. این وزارتخانه همچنین فیروزآبادی را در مسدود کردن پیام‌رسان تلگرام و وادار کردن ایرانیان به استفاده از نرم‌افزار‌های کاربردی که توسط دولت ایران  اداره و رصد می‌شوند, 
مسئول دانسته است.

## سمت‌ها
1. معاون فنی وزارت اطلاعات از دهه هفتاد تا سال ۱۳۸۸[۷][۸]
2. روزنامه‌نگاری و نویسندگی ۱۳۵۹–۱۳۶۱ روزنامه صبح آزادگان (انتشار مقالات در حوزه روابط بین‌الملل)[۹]
3. مدیر فنی و تحقیقات و توسعه و عضو هیئت مدیره ۱۳۷۰–۱۳۸۲ شرکت صنایع الکترونیک زعیم[۱۰]
4. تدریس در دانشگاه در زمینه درس‌های تخصصی مخابراتی و مدیریت
5. رئیس هیئت مدیره شرکت صنایع الکترونیک زعیم ۱۳۸۲–۱۳۸۸
6. مدیر عامل و نایب رئیس هیئت مدیره شرکت مدیریت صنایع نوین (شمص تأمین) ۱۳۸۹–۱۳۹۰ (یکی از هلدینگ‌های نه‌گانه شستا)
7. رئیس هیئت مدیره شرکت تأمین تلکام ۱۳۸۹–۱۳۹۰
8. عضو هیئت مدیره شرکت ملی نفتکش (۱۳۹۰–۱۳۹۱)
9. رئیس هیئت مدیره شرکت سرمایه‌گذاری تأمین اجتماعی ۱۳۹۲–۱۳۹۴
10. عضو هیئت امنای صندوق‌های تأمین اجتماعی ۱۳۹۲-تاکنون
11. قائم مقام وزیر تعاون، کار و رفاه اجتماعی ۱۳۹۲–۱۳۹۶
12. دبیر شورای‌ عالی فضای مجازی و رئیس مرکز ملی فضای مجازی ۱۳۹۴–۱۴۰۱